# Doassansiales
Die Doassansiales sind eine Gruppe der Brandpilze (Ustilaginomycotina) und wie alle Brandpilze Pflanzenparasiten.

## Merkmale und Lebensweise
Die Vertreter dieser Ordnung sind durch einen komplexen Interaktions-Apparat mit ihren Wirtspflanzen verbunden, der auch cytoplasmatische Komponenten umfasst. Die meisten Arten bilden große Sporen-Bälle mit sterilen Zellen, aus denen sigmoide Basidiosporen ausknospen. Dies wird als Anpassung an das Leben im Wasser angesehen. Ökologisch sind sich die Arten recht ähnlich, sie parasitieren an Sumpf- und Wasserpflanzen, darunter auch Moosfarne (Selaginellaceae) sowie verschiedene Bedecktsamer-Familien. Morphologisch ist die Ordnung sehr vielfältig. Die Gattungen Doassinga, Melaniella und Rhamphospora bilden einzelnstehende Teliosporen und stehen innerhalb der Ordnung basal.

## Systematik
Die Doassansiales gehören zu den Exobasidiomycetes. Die Doassansiales werden von Begerow et al. (2006) wie folgt untergliedert:
- Melaniellaceae
  - Melaniella
- Doassansiaceae
  - Burrillia
  - Doassansia
  - Doassinga 
  - Heterodoassansia
  - Nannfeldtiomyces
  - Narasimhania
  - Pseudodoassania
  - Pseudodermatosorus
  - Pseudotracya
  - Tracya
- Rhamphosporaceae
  - Rhamphospora

## Belege
- Dominik Begerow, Matthias Stoll, Robert Bauer: A phylogenetic hypothesis of Ustilaginomycotina based on multiple gene analyses and morphological data. Mycologia, Band 98, 2006, S. 906–916. doi:10.3852/mycologia.98.6.906